# Selinum divaricatum
Selinum divaricatum är en flockblommig växtart som beskrevs av Robert Brown. Selinum divaricatum ingår i släktet krusfrön, och familjen flockblommiga växter. Inga underarter finns listade i Catalogue of Life.